# Oenomys
Genre
Oenomys est un genre de rongeurs de la sous-famille des Murinés.

## Liste des espèces
Ce genre comprend les espèces suivantes :
- Oenomys hypoxanthus - Rat à museau roux[1]
- Oenomys ornatus